# Pianosonate nr. 12 (Mozart)
Pianosonate nr. 12 in F majeur, KV 332, is een pianosonate van Wolfgang Amadeus Mozart. De sonate duurt circa 25 minuten met herhalingen en circa 18 minuten zonder.

## Onderdelen
De sonate bestaat uit drie delen:
- I Allegro
- II Adagio
- III Allegro assai

### Allegro
Dit is het eerste deel van de sonate. Het stuk heeft een sonatevorm en een 3/4 maat. Het staat in F majeur.

### Adagio
Dit is het tweede deel van de sonate. Het stuk heeft een 4/4 maat, staat in Bes majeur.

### Allegro assai
Dit is het derde en laatste deel van de sonate. Het stuk heeft een 6/8 maat en staat in F majeur. Het deel eindigt pianissimo.